# John Rogers Thomas
John Rogers Thomas (* 26. März 1830 in Wales; † 5. April 1896 in New York City) war ein US-amerikanischer Komponist und Sänger.

## Leben
Thomas kam 1846 nach New York. Dort schloss er sich der The Seguin Troupe des Bassisten Edward Seguin und seiner Frau Anne Childes Seguin an, für die er eine erfolgreiche Operette schrieb. Außerdem komponierte er zahlreiche populäre Lieder sowie kirchenmusikalische Werke, die jedoch nicht erhalten sind.

## Werke
- The Picnic, Schulkantate, 1869
- The Lady in the Mask. Operette, 1870
- Diamond Cut Diamond, Kammeroper, 1876

| Personendaten    | Personendaten               |
| ---------------- | --------------------------- |
| NAME             | Thomas, John Rogers         |
| KURZBESCHREIBUNG | US-amerikanischer Komponist |
| GEBURTSDATUM     | 26. März 1830               |
| GEBURTSORT       | Wales                       |
| STERBEDATUM      | 5. April 1896               |
| STERBEORT        | New York City               |